# Michael William Balfe
Michael William Balfe (Dublin, 1808. május 15. – Hertfordshire, 1870. október 20.) ír zeneszerző.

## Élete
Már fiatal korában ügyes hegedűsként ismerték. Rómában ellenpontozást, Milánóban énekelni tanult. 1848 körül feleségül vette Roser pesti karnagy énekesnő leányát, akitől Victoria nevű (később neves énekesnő) leánya született. Sikereinek egy részét Maria Malibrannak köszönhette.
Mintegy 20 operát írt komolyabb művészi törekvés nélkül, az 1830-as évek könnyed, félig olasz, félig francia stílusában, amelyek a szórakozni vágyó közönségnek hosszú időn át tetszettek is.